# Фуенкальєнте (Сьюдад-Реаль)
Фуенкальєнте (ісп. Fuencaliente) — муніципалітет в Іспанії, у складі автономної спільноти Кастилія-Ла-Манча, у провінції Сьюдад-Реаль. Населення — 1126 осіб (2010).
Муніципалітет розташований на відстані близько 230 км на південь від Мадрида, 70 км на південний захід від Сьюдад-Реаля.
На території муніципалітету розташовані такі населені пункти: (дані про населення за 2010 рік)
- Фуенкальєнте: 1125 осіб
- Вентільяс: 1 особа

## Демографія
Динаміка населення (INE ):

## Галерея зображень

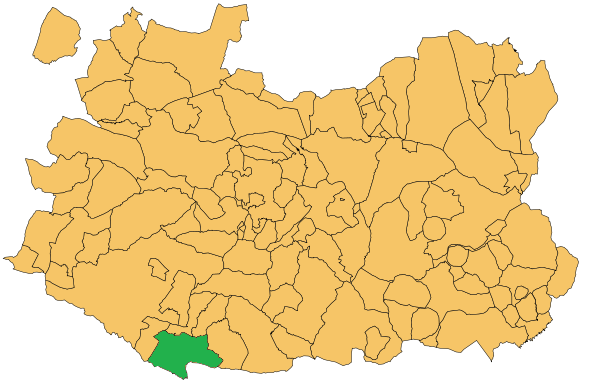
Розташування муніципалітету у провінції Сьюдад-Реаль